# Exogen
Das  Wort exogen bedeutet, dass etwas aus äußeren Ursachen entsteht oder aus dem Äußeren eines Systems heraus nach innen oder außen wirkt. Das Gegenteil ist endogen. Diese Worte finden in verschiedenen Wissenschaften Verwendung.

## Etymologie
Das Wort ist griechischstämmig und setzt sich aus dem Präfix exo- (altgriechisch ἔξω éxó „(von) außen, außerhalb“) und dem Suffix -gen zusammen. Exogen heißt daher, etwas liegt außerhalb oder ist durch äußere Ursachen entstanden. Wird der Begriff in den Naturwissenschaften und der Medizin gebraucht, bezieht er sich in der Regel auf außerhalb des Organismus entstehend, von außen in den Organismus eindringend, durch äußere Ursachen entstehend, von außen auf den Körper einwirkend. Dies kann beispielsweise Stoffe, Substanzen, Bakterien, Viren oder Vorgänge beschreiben. Das Wort exogen wird aber auch in einer Vielzahl anderer Fachgebiete verwendet.

## Verwendung in verschiedenen Wissenschaften
- In der Archäologie der Steinzeiten wird das Rohmaterial, aus dem Steinartefakte hergestellt worden sind, als exogen bezeichnet, wenn es nicht am Ort der Fundstelle vorkommt.
- In der Botanik sind exogene Pflanzenteile solche Teile einer Pflanze, die aus Gewebeschichten an der Oberfläche der Pflanze heraus entstehen, und nicht im Innern der Pflanze.
- In der Geologie sind exogene Prozesse diejenigen, die durch von außen einwirkende Kräfte wie Gravitation, Wind und Sonneneinstrahlung verursacht an der Erdoberfläche ablaufen, etwa Erosion.
- In der Medizin sind exogene Ursachen für Krankheiten etwa Krankheitserreger oder Stoffe, die von außen in den Organismus eindringen.
- In der Politik sind exogene und endogene Ursachen von Armut: exogene Ursachen sind Faktoren, die von außen kommen; endogene sind Faktoren, die im Inneren des Landes begründet liegen.
- In der Psychiatrie spricht man von exogenen Faktoren, wenn die Ursachen von Psychosen beispielsweise bei Giften oder anderen Außeneinwirkungen zu suchen sind.
- Die Psychologie spricht von exogenen Faktoren oder Prozessen, wenn diese aus äußeren Ursachen und Einwirkungen heraus entstehen und weder anlagebedingt noch vererbt sind.
- In der Statistik bezeichnen exogene Variablen Faktoren, aus deren Ausprägung in einem Kausal- oder Strukturgleichungsmodell die Ausprägung einer endogenen Variable erklärt oder vorhergesagt werden soll.
- In den Wirtschaftswissenschaften werden Größen als exogen bezeichnet, wenn sie in einem Modell eine unabhängige Variable darstellen. Exogene Variablen sind damit diejenigen Größen eines Modells, die frei gewählt und verändert werden können, mit denen also die endogenen Variablen eines Modells beeinflusst werden können. Auf eine Volkswirtschaft sich auswirkende Schocks haben meist exogene Ursachen im Ausland.